# Langschwanzmurmeltier

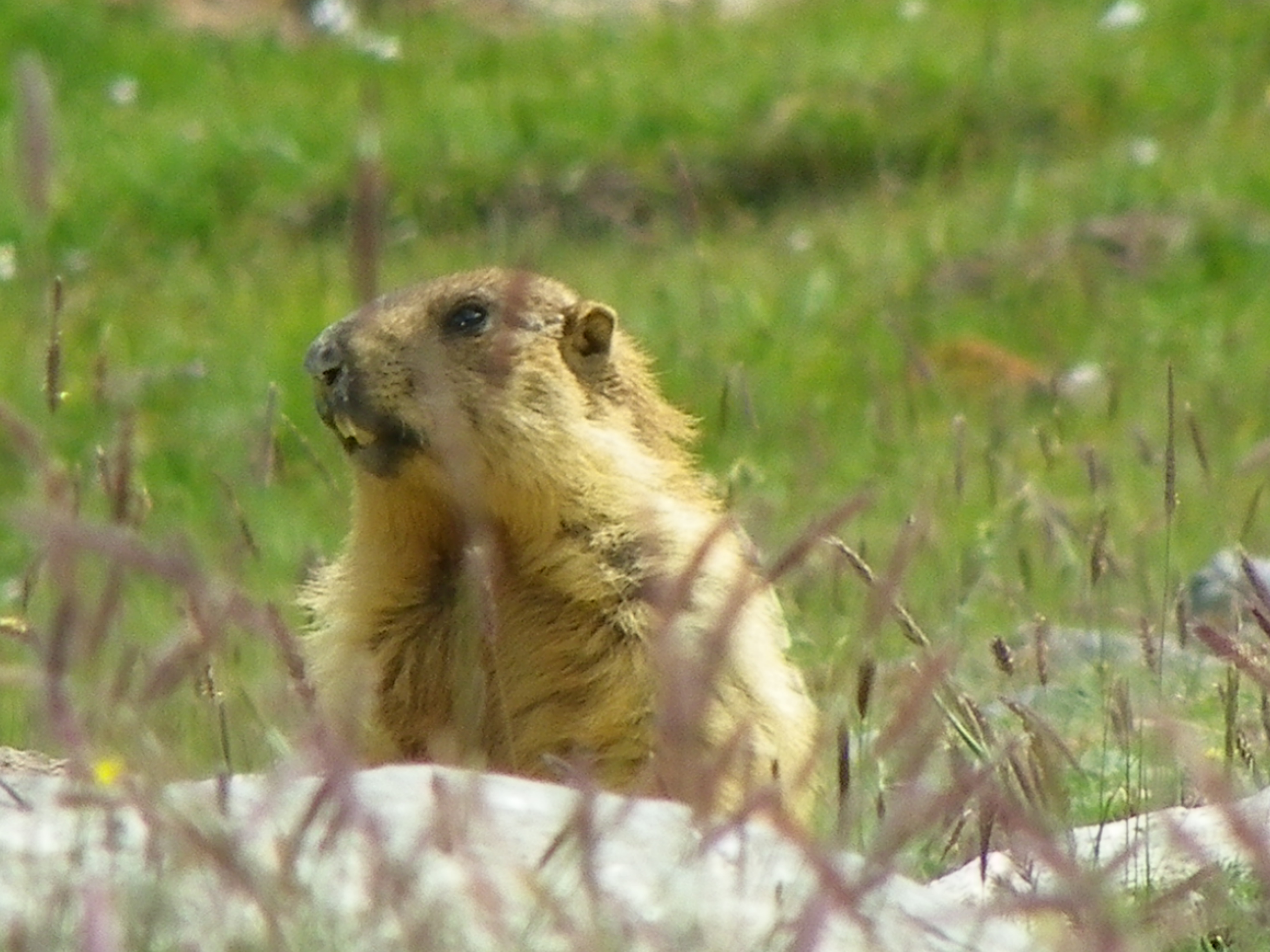

Das Langschwanzmurmeltier (Marmota caudata), auch Langschwänziges Murmeltier oder Rotes Murmeltier genannt, ist eine Art aus der Familie der Hörnchen.

## Verbreitungsgebiet
Das Verbreitungsgebiet des Langschwanz-Murmeltieres schließt sich dem des Steppenmurmeltiers an und umfasst den westlichen Teil des Tianshan-Gebirges sowie Pamiro-Alai. Es kommt außerdem im Westen des Kunlun, im Hindukusch, im afghanischen Badachschan und Karakorum sowie im nördlichen Kaschmir vor.
Innerhalb dieses recht großen Verbreitungsgebietes ist das Langschwänzige Murmeltier in der Regel in Höhenlagen zwischen 1400 und 4.800 Meter zu finden. Die größten Siedlungen finden sich dabei in den Hochgebirgssteppen des Alai und den Hochgebirgswüsten des Ost-Pamir.

## Systematische Einordnung
Zur systematischen Einordnung der Murmeltiere wird unter anderem auch der Bau der Genitalknochen herangezogen. Beim Roten Murmeltier ist der Penisknochen verglichen mit den anderen Arten besonders kompliziert aufgebaut. Im vorderen Abschnitt weist der Knochen einen Kiel auf, der bei anderen Murmeltierarten fehlt. An der Basis ist der Knochen stark abgerundet.